# 劉吶鷗
劉吶鷗（1905年9月22日—1940年9月3日），本名劉燦波，鹽水港廳查畝營（今臺南市柳營區）人，是一位在上海發展的日治台灣小說家及電影製片。曾為中華電影公司的製作部次長。劉吶鷗在小說、電影和作為電影製片人這些領域留下許多成就。然而，他在1940年9月被暗殺，年僅三十五歲。

## 早年生活
劉吶鷗先後就讀於台南鹽水港公學校、台南長老教會初級中學，後離開臺灣到日本就讀於東京青山學園中學部、高等部，1926年秋插班入讀上海震旦大學。

## 作品及風格
其寫作風格為現代主義路線，與施蟄存等有交往；代表作為《都市風景線》，描寫都市男女的狂熱迷亂，並借鑒日本新感覺派的技巧。翻譯作品包括日本小說選集《色情文化》、弗理契的《藝術社會學》。攝製的電影多屬「軟片」性質，大多已遺失；其亦引進稱「影戲眼」的拍攝技巧。

## 上海生活
劉吶鷗在上海的生活，正如上海方言「白相」一般，成天過著無所事事的頹廢生活。零用錢多半由母親供給，平日興趣則是閱讀、漫遊與鑑賞女性。他認為女人等同於性慾的權化，女性的存在是為了滿足性慾，在性之中，女人的快感大於男人。女人沒有真正的感覺和愛，女人只追求性愛快感。女人就像是慾望的化身，挑起觀察者蠢蠢欲動的情慾，以致能毀滅男人。劉吶鷗在上海多與好友穆時英、戴望舒來往，不與沈從文、魯迅等人交往。他活在東洋與西洋的矛盾中，而上海這座城市，是他既厭惡又喜愛的地方。
在劉吶鷗日記1927年7月20日，明確指出上海會是他「將來的地」。但是實際上他對上海的感情十分複雜。日記中一方面經常記載他對上海醉生夢死的反感，一方面又歌頌上海的「魔力」。在劉心目中，上海是個「斷髮露膝的混種」，換句話說，是剪短髮、穿短裙的時髦女子。「混種」一方面指這些時髦女子長相中西合璧，一方面指上海到處是外國租界，呈現次殖民地的特色。在東洋人、西洋人對比之時，劉寧可認同東洋人，對西洋人則十分排斥。
1940年劉吶鷗曾任汪精衛政府機關報紙《國民新聞》之社長一職，並在同年9月3日於上海遇刺身亡，認為是因捲入黑幫糾紛，也有稱是因其與日方過從甚密而被國民黨特務懷疑為漢奸並暗殺之。

## 現存手稿
劉吶鷗作為日本統治時代下的台灣人，沒有像林獻堂那樣強烈的家國情懷，而是一位沉迷在文學、電影、女色與美食的唯美主義者，是時代的局外人，也是一位沒有太多國族認同或者說是超越國族認同的文化人。其一生多采多姿，但只留下了一本1927年的日記，現藏於國立臺灣文學館。這本日記沒有一天中斷，提供了有關他家庭、嗜好、讀書、創作和交往的珍貴線索，是了解這位大時代裡不願隨波逐流的新潮人物的第一手資料。據劉吶鷗在中央電影攝影廠任職的同事黃天佐說，劉吶鷗是一名語言天才，除了會講日文、英文、法文、拉丁文外，北京話、上海話、廣東話與他家鄉的臺灣話都應對如流。

## 家族等相關人物
- 劉吶鷗出身柳營望族，其妹劉瓊瑛嫁給葉廷珪。葉廷珪戰後曾任臺南市長。
- 劉吶鷗之子劉吶明，為台灣共和國臨時政府機關報《臺灣民報》（The Taiwan-Minpo）主編。
- 日治時期臺灣的其他知名電影人：羅朋(羅克朋)、鄭連捷、詹天馬、郭柏霖、張秀光、張天賜。
- 李香蘭

## 外部連結
- 陳凱劭的BLOG>新營劉吶鷗宅遺照 （页面存档备份，存于）
- 餘音似訴舊山河：劉吶鷗、李香蘭、林獻堂的臺灣往事
- 劉吶鷗_百度百科
- 中文電影百科>劉吶鷗 （页面存档备份，存于）
- 仗劍江湖載酒行>喊出不來的聲音--劉吶鷗紀念展 （页面存档备份，存于）
- 中國現代文學研究網>劉吶鷗
- 臺灣郵報>劉吶鷗：從臺灣文藝青年到海派作家
- 台灣新文學史-陳芳明教授主講-【劉吶鷗】